# Mogens Ballin

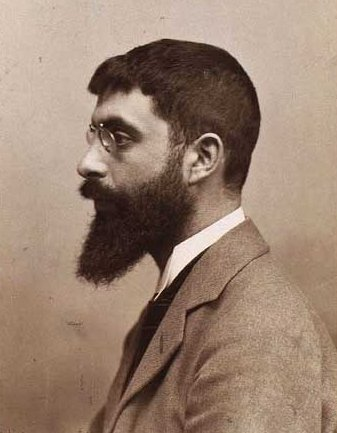
Mogens Ballin

Mogens Ballin (Copenhague, 20 de marzo de 1871 – Hellerup, 27 de enero de 1914) fue un pintor danés. Frecuentó la comunidad de Pont-Aven y formó parte del grupo de los Nabis.

## Biografía
Mogens Ballin nació en Copenhague, hijo único de una familia judía muy practicante. Cuando aún era muy joven, pintó sus primeros paisajes en "Sealand", la región norteña de Dinamarca. También tomó lecciones de francés con Mette Gauguin, la esposa de Paul, y, gracias a las pinturas de Gauguin y otros pintores contemporáneos que vio en su casa, logró comprender y seguir las tendencias más importantes del impresionismo francés. Esto fue muy importante para su futuro. De hecho, en 1889 pudo ir a París con una carta de presentación para Gauguin firmada por la esposa del artista. 
En marzo de 1891, en una fiesta en honor a Gauguin, conoció a Jan Verkade, un pintor holandés, con quien más tarde compartió muchas experiencias. Luego entró en contacto con el grupo de los Nabis y en 1892 participó por primera vez en sus reuniones. Por consejo de Paul Sérusier, junto con Verkade fue a Pont-Aven, visitó Bretaña y encontró a Sérusier en Huelgoat. Allí conoció al ceramista Georges Rasetti. Ballin y Verkade también se detuvieron en Le Pouldu, donde completaron una serie de paisajes con una impresión sintética bajo la guía de Sérusier. 
De vuelta a Pont-Aven, junto con Maxime Maufra y Charles Filiger, incluso pensaron que podían concebir una nueva forma de arte, pero, al no poder familiarizarse con ella, lo que resultó podría parecer un primer intento de pintura abstracta.pero abandonaron la idea.  En 1892 Ballin fue a Saint-Nolff, donde se encontraba Verkade y donde pintó muchos paisajes pequeños e hizo numerosos dibujos. 

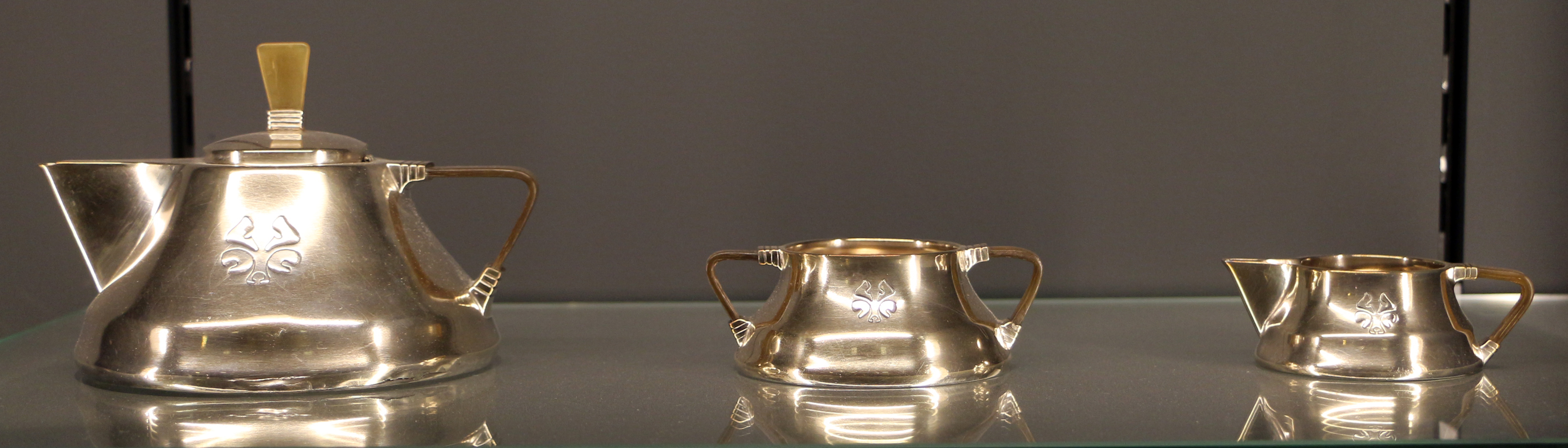
Mogens Ballin, servicio de plata, Dinamarca 1900-05 ca

Siendo fundamentalmente religioso incluyó a San Agustín y a los Evangelios en sus lecturas espirituales. Más tarde fue testigo del bautismo de su amigo Verkade, y se sintió realmente impresionado y decidió abrazar la fe católica. Después se fue con su amigo Verkade a Italia y fue a Fiesole, donde fue bautizado por los franciscanos, tomando el nombre de "Francesco". Reanudado el viaje, los dos llegaron a Roma y descubrieron los frescos de los monjes de la Congregación de Beuron. Entonces, mientras Verkade se fue a Beuron, Ballin regresó a Copenhague. 
Más tarde, Ballin y Verkade ilustraron conjuntamente la revista Taarnet del poeta Johannes Joergensen (también convertido al catolicismo) y Ballin se fue con este último a un viaje a Asís. 
En 1899, Ballin se casó con Marguerite d'Auchamp, de origen francés, con quien tuvo cinco hijos y abrió un taller figurativo con Siegfried Wagner, inspirado en el pintor simbolista Jens Ferdinand Willumsen. En él produjo pinturas, lámparas y joyas de una gran calidad.
Pero en 1907 murió Marguerite y Ballin abandonó la pintura cada vez más, dedicándose a la educación de sus hijos. Tres de ellos tomaron los votos religiosos.  Afectado por un tumor, Mogens Ballin murió en el pueblo de Hellerup en 1914. 

## Obras
Las obras de Ballin son raras debido a su baja productividad. Ni siquiera se molestó en aplicar completamente las reformas pictóricas de los Nabis: colores planos, contornos negros (que él dejó en azul), perspectiva falsa o ausente, horizonte de paisaje muy alto, etc. 
La representación de figuras humanas revela su serenidad espiritual, su misticismo latente y, bajo la influencia de Charles Filiger, Ballin pintó retratos que aparecen como iconos bizantinos modernos. 
Paul Sérusier dijo de él: "Ballin tiene un enfoque extraño y serio, rico y fantasioso".
Desafortunadamente, Mogens Ballin dejó la pintura demasiado pronto. 

## Galería de imágenes

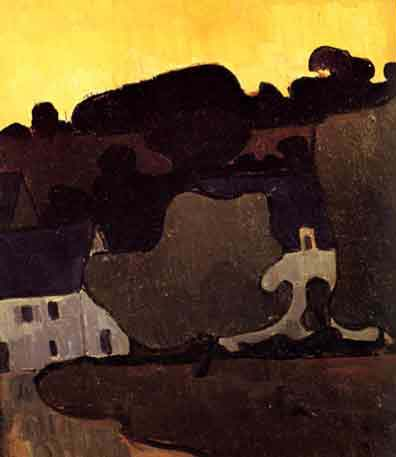
Paisaje bretón
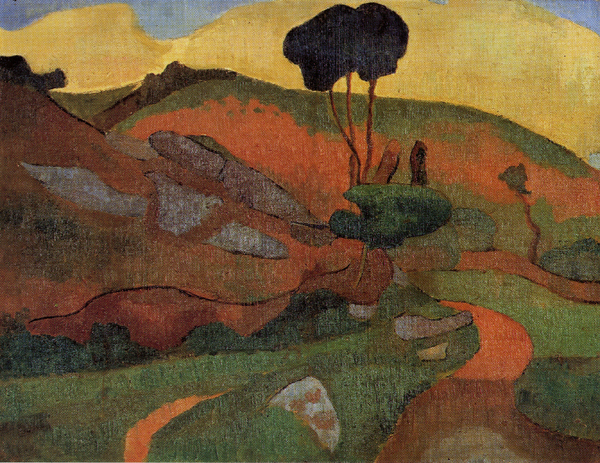
paisaje
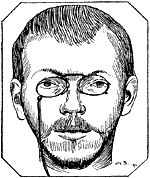
El poeta Johannes Joergensen, 1894.
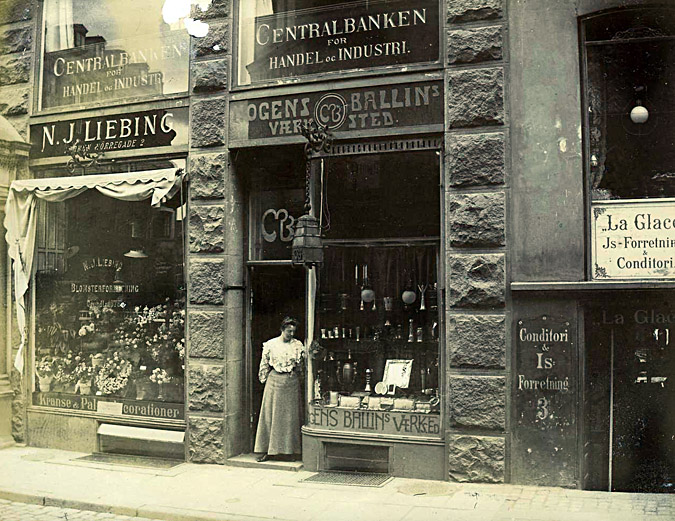
Fotografía de la tienda de Ballins